# Platyceridion talaroceroides
Platyceridion talaroceroides är en tvåvingeart som först beskrevs av Senior-white 1921.  Platyceridion talaroceroides ingår i släktet Platyceridion och familjen platthornsmyggor.
Artens utbredningsområde är Sri Lanka. Inga underarter finns listade i Catalogue of Life.